# Pat Roberts
Charles Patrick Roberts, ameriški častnik, novinar in politik, * 20. april 1936, Topeka, Kansas.
Roberst je bil kongresnik ZDA iz Kansasa med letoma 1980 in 1997 ter je trenutni senator ZDA iz Kansasa (od leta 1997).
1. ↑  McNamee G. L. Encyclopædia Britannica
2. ↑  GeneaStar